# 日本郵政グループ労働組合
日本郵政グループ労働組合（にっぽんゆうせいグループろうどうくみあい、略称：JP労組（ジェイピーろうそ）、英語：Japan Postal Group Union、略称：JPGU）は、日本郵政グループの社員で構成される労働組合である。日本労働組合総連合会（連合）、全日本交通運輸産業労働組合協議会（交運労協）、ユニ・グローバル・ユニオン（UNI）に加盟している。

## 概要
日本郵政公社の職員で構成されていた郵便における左派系(旧総評加盟)と右派系(旧同盟加盟)の二大労組の統合によって誕生した。旧総評に加盟していた組合員数約13万7,000人の「日本郵政公社労働組合（JPU）〔旧：全逓〕」と、旧同盟に加盟していた約8万3,000人の「全日本郵政労働組合（全郵政）」の2つの労組が統合され、平成19年に発足した。こうして、左派系と右派系の統合で発足したJP労組は組織内候補は立憲民主党から擁立してい る。
組合員数は約22万600人（発足時点）となっており、単一組織労働組合としてはNTT労働組合の約18万5,000人を抜き、国内最大となっている。将来的には、ユニオン・ショップを視野に、組合員数30万人達成を目指している。
なお、発足から10年間は、地方本部も含め委員長・書記長両者のたすきがけ人事を実施し、その間に労組間の融和を進める方針である。
「連合」結成を労働界の「右寄り」再編として反発した勢力による共産党に近い全労連と、連合にも全労連にも加盟しない労組で構成された全労協、その双方に加盟している郵政産業労働者ユニオンが日本郵政グループ内のJP労組以外の労組とし存在する。

## 沿革
- 2007年10月22日 - 「日本郵政公社労働組合」と「全日本郵政労働組合」の統合により誕生（略称JP労組）。
- 2010年 - 第22回参議院議員通常選挙比例区に民主党公認として新人でJP労組初代書記長の難波奨二を擁立し初当選。
- 2013年 - 第23回参議院議員通常選挙比例区に民主党公認として新人でJP労組特別中央執行委員の定光克之を擁立するも落選。
- 2016年 - 第24回参議院議員通常選挙比例区に民進党公認として難波奨二を擁立し再選。
- 2019年 - 第25回参議院議員通常選挙比例区に立憲民主党公認として新人でJP労組中央副執行委員長の小沢雅仁を擁立し初当選。
- 2022年 - 第26回参議院議員通常選挙比例区に立憲民主党公認として新人でJP労組中央副執行委員長の柴慎一を擁立し初当選[5][6]。
- 2025年 - 第27回参議院議員通常選挙比例区に立憲民主党公認として小沢雅仁を擁立し再選。

## 地方本部・連協
- 北海道地方本部
- 東北地方本部
- 関東地方本部
- 南関東地方本部
- 東京地方本部
- 信越地方本部
- 東海地方本部
- 北陸地方本部
- 近畿地方本部
- 中国地方本部
- 四国地方本部
- 九州地方本部
- 沖縄地方本部

## 機関紙
- JP労組新聞（月二回刊）
月の前半号は家庭直送版、後半号は職場配布版となっている。

## 福利厚生
- 旧2労組の共済活動を引き継ぐ形で、JP共済生協がある他、（株）郵愛で、損害保険（共済）事業を取り扱っている。

## 組織内議員
衆議院議員
- 奥野総一郎（千葉9区）

参議院議員
- 小西洋之（千葉県）
- 柴慎一（比例区）
- 小沢雅仁（比例区）